# Le regole dell'attrazione (romanzo)
Le regole dell'attrazione è un romanzo dello scrittore statunitense Bret Easton Ellis, pubblicato per la prima volta nel 1987.
Dal libro nel 2002 è stato tratto un film omonimo, con la regia di Roger Avary.

## Trama
Università di Camden, New Hampshire. Gli studenti sono impegnati a partecipare a feste e a divertirsi, bevendo e facendo uso di droghe. Seguono le regole dell'attrazione che gestiscono i rapporti tra i sessi. Ognuno dei protagonisti porta un brandello della realtà che vive, in un caleidoscopio di immagini e di visioni. Interessante esperimento di diario sincronizzato scritto da una decina di personaggi più o meno disperati, drogati e alcolizzati, che si incrociano in un campus americano verso la metà degli anni '80. Una generazione post hippies che pratica in modo coatto l'amore libero, sentendosi degradata al punto di perdere ogni interesse per la vita reale e le sue regole.

## Edizioni
- Bret Easton Ellis, Le regole dell'attrazione, traduzione di Francesco Durante, collana Einaudi Tascabili, Einaudi, 2004,  p. 260, ISBN 88-06-14433-2.